# Khayreddine Merzougui
Khayreddine Merzougui (en arabe : خيرالدين مرزوڨي), né le 12 août 1992 à Aïn Defla, est un footballeur algérien. Il évolue au poste d'attaquant au Mouloudia Club d'Alger.

## Biographie
Le 24 mai 2014, il se met en évidence avec le RC Relizane en inscrivant un doublé en première division, sur la pelouse du CRB Aïn Fakroun, permettant à son équipe de l'emporter 1-4.
Lors de la saison 2014-2015, il marque un total de 17 buts en deuxième division avec cette équipe, ce qui fait de lui le meilleur buteur du championnat. Le 15 mai 2015, il est l'auteur d'un quadruplé lors de la réception de la JSM Béjaïa, permettant à son équipe d'arracher la victoire (5-4).
Le 17 septembre 2015, il s'illustre de nouveau, cette fois-ci avec le MC Alger, en marquant un nouveau un doublé en première division, lors de la réception de l'ASM Oran, permettant à son équipe de l'emporter 2-0. Il inscrit un total de six buts en championnat lors de la première partie de saison.
En 2016, il est suspendu pour quatre ans, pour « violation des règles antidopages », suspension confirmée par la Fédération internationale de football association (FIFA)[réf. souhaitée].

## Statistiques

### En club
| Saison                | Club                  | Championnat           | Championnat | Championnat | Championnat | Coupe(s) nationale(s) | Coupe(s) nationale(s) | Coupe(s) nationale(s) | Compétition(s) continentale(s) | Compétition(s) continentale(s) | Compétition(s) continentale(s) | Compétition(s) continentale(s) | Total | Total | Total |
| Saison                | Club                  | Division              | M.          | B.          | P.d.        | M.                    | B.                    | P.d.                  | Comp.                          | M.                             | B.                             | P.d.                           | M.    | B.    | P.d.  |
| 2011-2012             | ASO Chlef             | Ligue 1               | 2           | 0           | 0           | 1                     | 0                     | 0                     | -                              | -                              | -                              | -                              | 3     | 0     | 0     |
| 2012-2013             | ASO Chlef             | Ligue 1               | 4           | 2           | 0           | -                     | -                     | -                     | -                              | -                              | -                              | -                              | 4     | 2     | 0     |
| 2013-2014             | ASO Chlef             | Ligue 1               | 13          | 2           | 0           | -                     | -                     | -                     | -                              | -                              | -                              | -                              | 13    | 2     | 0     |
| Sous-total            | Sous-total            | Sous-total            | 19          | 4           | 0           | 1                     | 0                     | 0                     | -                              | -                              | -                              | -                              | 20    | 4     | 0     |
| 2014-2015             | RC Relizane           | Ligue 2               | 27          | 17          | 0           | 1                     | 0                     | 0                     | -                              | -                              | -                              | -                              | 28    | 17    | 0     |
| 2015-2016             | MC Alger              | Ligue 1               | 16          | 6           | 2           | 1                     | 1                     | 0                     | -                              | -                              | -                              | -                              | 17    | 7     | 2     |
| 2019-2020             | JSM Skikda            | Ligue 2               | 7           | 3           | 0           | -                     | -                     | -                     | -                              | -                              | -                              | -                              | 7     | 3     | 0     |
| 2020-2021             | JSM Skikda            | Ligue 1               | 17          | 7           | 1           | -                     | -                     | -                     | -                              | -                              | -                              | -                              | 17    | 7     | 1     |
| Sous-total            | Sous-total            | Sous-total            | 24          | 10          | 1           | -                     | -                     | -                     | -                              | -                              | -                              | -                              | 24    | 10    | 1     |
| 2020-2021             | CR Belouizdad         | Ligue 1               | 16          | 7           | 5           | 1                     | 0                     | 0                     | -                              | -                              | -                              | -                              | 17    | 7     | 5     |
| 2021-2022             | CR Belouizdad         | Ligue 1               | 30          | 11          | 4           | -                     | -                     | -                     | C1                             | 11                             | 3                              | 0                              | 41    | 14    | 4     |
| Sous-total            | Sous-total            | Sous-total            | 46          | 18          | 9           | 1                     | 0                     | 0                     | -                              | 11                             | 3                              | 0                              | 58    | 21    | 9     |
| 2022-2023             | MC Alger              | Ligue 1               | 14          | 4           | 1           | -                     | -                     | -                     | -                              | -                              | -                              | -                              | 14    | 4     | 1     |
| 2023-2024             | MC Alger              | Ligue 1               | 27          | 9           | 1           | 5                     | 2                     | 0                     | -                              | -                              | -                              | -                              | 32    | 11    | 1     |
| 2024-2025             | MC Alger              | Ligue 1               | 11          | 0           | 0           | 2                     | 0                     | 0                     | C1                             | 2                              | 0                              | 1                              | 15    | 0     | 1     |
| Sous-total            | Sous-total            | Sous-total            | 52          | 13          | 2           | 7                     | 2                     | 0                     | -                              | 2                              | 0                              | 1                              | 61    | 15    | 3     |
| Total sur la carrière | Total sur la carrière | Total sur la carrière | 184         | 68          | 14          | 11                    | 3                     | 0                     | -                              | 13                             | 3                              | 1                              | 208   | 74    | 15    |

## Palmarès
- Champion d'Algérie en 2021 et 2022 avec le CR Belouizdad.

### Distinctions personnelles
- Meilleur buteur du championnat d'Algérie de deuxième division en 2015 avec 17 buts inscrits pour le RC Relizane.